# St Botolph’s Aldersgate

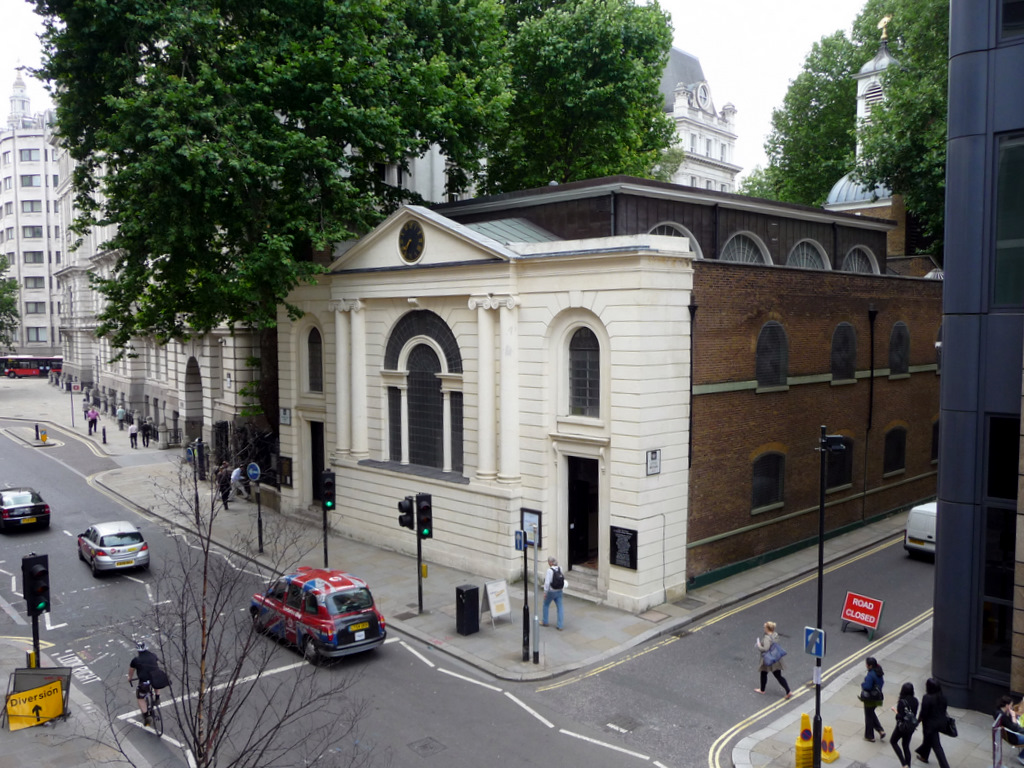
Die Kirche St Botolph’s Aldersgate

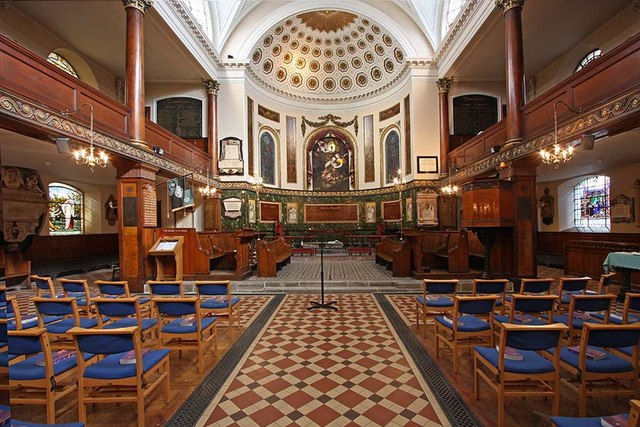
Innenansicht

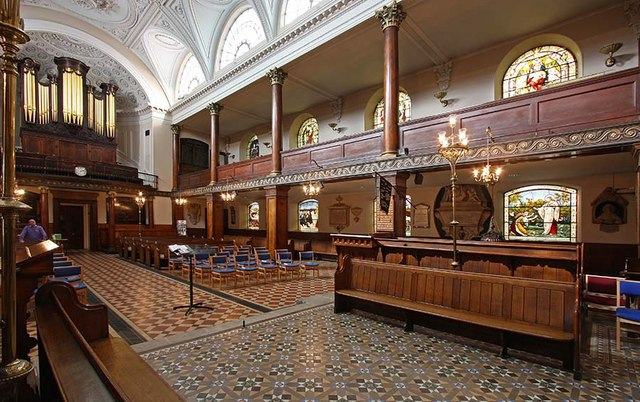
Inneres mit Blick zur Orgel

St Botolph’s Aldersgate ist eine anglikanische Kirche in der Innenstadt von London, die sich am Postman’s Park nördlich der St Paul’s Cathedral befindet. Die Kirche ist dem heiligen Botolph gewidmet und ist seit 1950 als Kulturdenkmal der Kategorie Grade I eingestuft.

## Geschichte
Die heutige Kirche St Botolph’s Aldersgate befindet sich an der Stelle eines mittelalterlichen Vorgängerbaus, von dem sich in den unteren Teilen des Westturmes und in der Ostwand Mauerwerk erhalten hat. Obwohl die Kirche den großen Stadtbrand von 1666 unbeschadet überstanden hatte, wurde sie wegen eines sehr baufälligen Zustands ab 1789 nach einem Entwurf von Nathaniel Wright durch den Neubau ersetzt. Das Innere wurde nach einem Entwurf von Nathaniel Evans gestaltet. Der Neubau wurde ausschließlich in Backstein ausgeführt.
1831 führte der zunehmende Verkehr auf der Aldersgate Street dazu, dass die Straße verbreitert werden musste. Die einzige Möglichkeit, dies zu erreichen, bestand darin, das östliche Ende der Kirche zu verkürzen. Die gesamte Ostfront wurde abgerissen und das verkleinerte Gebäude mit einer neuen, repräsentativen Ostfassade versehen, die mit Steinen verkleidet wurde. Das große Chorfenster wird von jeweils zwei ionischen Säulen flankiert.

## Ausstattung
In der Kirche St Botolph’s Aldersgate befindet sich das einzige erhaltene Buntglasfenster aus dem 18. Jahrhundert in London, das 1788 von James Pearson gemalte Ostfenster. Es zeigt Jesus im Garten Gethsemane. Ursprünglich war es von zwei kleineren Fenstern desselben Künstlers flankiert, die jedoch im Zweiten Weltkrieg durch Bombenangriffe zerstört und durch moderne Fenster ersetzt wurden. Der Großteil der heutigen Verglasung ist in viktorianischer Zeit entstanden. Darunter die vier Fenster im unteren Teil des Südschiffs mit Darstellungen historischer Ereignisse. Eine Szene zeigt James I. beim Betreten der City of London über Aldersgate im Jahr 1618. Ein weiteres Fenster zeigt Henry Compton, Bischof von London, wie er während der Revolution von 1688 der späteren Königin Anne in seiner Residenz in der Nähe von Aldersgate Zuflucht gewährte. Das dritte Fenster zeigt John Wesley beim Predigen in Moorfields. Wesley und sein Bruder Charles erlebten einen Moment des spirituellen Erwachens, als sie 1738 in der Nähe von St Botolph’s lebten.
Der Innenraum im georgianischen Stils ist mit Holzgalerien an drei Seiten ausgestattet, die von quadratischen Säulen getragen werden. Das östliche Ende endet in einer halbkreisförmigen Kuppelapsis. Die Decke ist mit detaillierten Stuckarbeiten gestaltet. Von der mittelalterlichen Kirche haben sich nur wenige Grabdenkmäler erhalten. Das älteste ist das von Anne Packington, die 1563 verstorben ist.

## Orgel

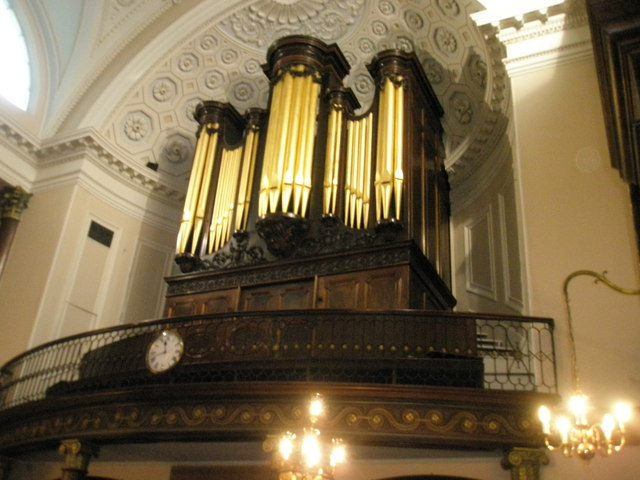
Orgel

Die Orgel auf der Westempore geht in den ältesten Teilen auf 1791 zurück, als Samuel Green ein zweimanualiges Instrument mit angehängtem Pedal baute und dabei einige ältere Register von ihm wiederverwendete. Durch Henry Speechly erfolgte 1867 ein Neubau unter Einbeziehung des Gehäuses, dessen Mittelturm verändert wurden, der Windlade des Hauptwerks und der meisten Flötenregister. Die Firma Hill, Norman & Beard arbeitete 1926 an der Windversorgung und schuf eine pneumatische Traktur im Pedal. Goetze & Gwynn Ltd restaurierten die Orgel 1999–2000. Sie verfügt über 22 Register auf zwei Manualen und Pedal. Etwa sieben Register stammen von 1791, zwölf von 1867 und zwei möglicherweise von 1894. Die Disposition lautet wie folgt:
| I Great C–f3     |       |
| Open Diapason    | 8′    |
| Dulciana         | 8′    |
| Stopped Diapason | 8′    |
| Cremona          | 8′    |
| Principal        | 4′    |
| Flute Harmonique | 4′    |
| Fifteenth        | 2′    |
| Sesquialtera     | 2 ⁄3′ |
| Trumpet          | 8′    |

| II Swell C–f3      |     |
| Double Diapason    | 16′ |
| Open Diapason      | 8′  |
| Stopped Diapason   | 8′  |
| Voix Celestes      | 8′  |
| Gamba              | 8′  |
| Principal          | 4′  |
| Piccolo Harmonique | 4′  |
| Mixture            |     |
| Oboe               | 8′  |
| Cornopean          | 8′  |

| Pedal C–      |     |
| Open Diapason | 16′ |
| Bourdun       | 16′ |
| Tremulant     |     |

- Koppeln: II/I, II/I super, I/P, II/P